# مگی ما
مَگی ما (انگلیسی: Maggie Ma؛ زادهٔ ۹ ژوئیهٔ ۱۹۸۲) یک هنرپیشه اهل کانادا است. وی از سال ۲۰۰۱ میلادی تاکنون مشغول فعالیت بوده‌است.
از فیلم‌ها یا برنامه‌های تلویزیونی که وی در آن نقش داشته است می‌توان به مقصد نهایی ۳ اشاره کرد.